# پابند (خدابنده)
پابند (خدابنده)، روستایی در استان زنجان و از توابع بخش سجاس‌رود شهرستان خدابنده بوده كه در 62 كيلومتري جنوب شرقي شهر زنجان و 35 كيلومتري شمال شرقي شهر قيدار  واقع شده است.  روش دسترسي به اين روستا از مسير زنجان- سلطانيه - دهجلال - پابند و يا از طريق جاده قيدار - دهجلال - پابند است.

## جمعیت
این روستا در دهستان سجاس‌رود قرار دارد و براساس سرشماری مرکز آمار ایران در سال ۱۳۸۵، جمعیت آن ۵۶۰ نفر (۱۳۴خانوار) بوده‌است.